# Powiat Nowodworski (Woiwodschaft Pommern)
Der Powiat Nowodworski ist ein Powiat (Kreis) in der polnischen Woiwodschaft Pommern mit der Kreisstadt Nowy Dwór Gdański. Der Powiat hat eine Fläche von 671,53 km², auf der 35.438 Einwohner leben.

## Städte und Gemeinden
Der Powiat umfasst fünf Gemeinden, davon eine Stadtgemeinde, eine Stadt-und-Land-Gemeinde, deren gleichnamiger Hauptort das Stadtrecht besitzt, sowie drei Landgemeinden.
Einwohnerzahlen vom 31. Dezember 2020

### Stadtgemeinde
- Krynica Morska (Kahlberg) – 1290

### Stadt-und-Land-Gemeinde
- Nowy Dwór Gdański (Tiegenhof) – 17.607

### Landgemeinden
- Ostaszewo (Schöneberg) – 3206
- Stegna (Steegen) – 9713
- Sztutowo (Stutthof) – 3622

## Nachbarlandkreise
| Gdańsk Danzig                | Ostsee                                      | Stadtkreis Baltijsk (Russland) Pillau |
| Powiat Gdański Danziger Höhe | Kompassrose, die auf Nachbargemeinden zeigt | Powiat Elbląski Elbing                |
|                              | Powiat Malborski Marienburg                 |                                       |